# P554 Makrelen
P554 Makrelen (gl. stavemåde for Makrellen) var et dansk patruljefartøj af Flyvefisken-klassen benyttet af Søværnet. Skibet indgik i Søværnet i 1991 og udgik af flådens tal den 7. oktober 2010. Efter omorganiseringen af eskadrerne i 2004 og frem til udfasningen hørte skibet under division 23 (minerydningsdivisionen) i 2. Eskadre.
Et antal skibe har tidligere båret navnet Makrelen i dansk tjeneste:
- Makrelen (jagt, kongeskib (1789-1808)
- Makrelen (torpedobåd, 1894-1920)
- Makrelen (torpedobåd, 1918-1943)
- P504 Makrelen (torpedobåd, 1955-1974)
- Makrelen (minerydningsfartøj, 1991-2009)